# Tarcisio Serena
Tarcisio Serena (Fontaniva, 30 aprile 1962) è un ex arbitro di calcio ed ex dirigente arbitrale italiano.

## Biografia
Dal 2010 al 2013 è stato referente della Commissione Arbitri Nazionale di Serie D per il presidente AIA Marcello Nicchi.

## Carriera
Diventa arbitro nel dicembre del 1982 della sezione di Bassano del Grappa.
Nella stagione 1988 viene proposto nel ruolo del comitato nazionale degli scambi.
Nel 1989 viene promosso alla CAN-D. Nel 1992 debutta alla CAN C e nel 1995 esordisce in Serie A.
Al termine della sua carriera da arbitro ha diretto 30 gare in Serie A e 110 in Serie B.
Terminata l'attività tecnica ricopre i seguenti incarichi:
- vicepresidente C.R.A. Veneto;
- vicecommissario Can C;
- presidente C.R.A. Veneto (per quattro stagioni sportive);
- vicecommissario Can A/B;
- commissario Can D da luglio 2010 a fine stagione 2012-2013.

## Premi
Ha ricevuto i seguenti riconoscimenti nazionali:
- nel 1992 miglior arbitro in Serie D;
- nel 1994 premio “Guerin sportivo” quale miglior arbitro della Serie C;
- nel 1994 premio “Lattanzi Serie C” quale miglior arbitro inserito in Serie A/B;
- nel 1995 premio “Bernardi” quale miglior arbitro debuttante in Serie A/B.